# FNAB–43
Az FNAB–43 egy olasz tervezésű és fejlesztésű géppisztoly volt, melyet 1943 és 1944 között gyártottak. Az első prototípus 1942-ben készült el, majd az FNA–B (Fabbrica Nazionale d'Armi di Brescia, „Brescia Nemzeti Fegyvergyár”) által gyártott 7000 darab géppisztolyt az Észak-Olaszországban harcoló német és olasz egységeknek osztották ki. Az FNAB–43 egy magas költségen gyártható fegyver volt, mivel gyártása marással és precíz megmunkálással történik.

## Leírás
Az FNAB–43 egy emelőkarral késleltetett tömegzáras, zárt zárból tüzelő fegyver. Ez a szokatlan és komplikált rendszer lehetővé teszi a tűzgyorsaság alacsony, de praktikus, 400 lövés/perces sebességét, melynek köszönhetően nincs szükség egy nehéz zár vagy erős rugó használatára.
Az FNAB–43 géppisztolyt ellátták egy csőszájfékkel és kompenzátorral, amely a fegyvercső burkolatával van egybeépítve, hasonlóan néhány szovjet géppisztolyhoz. A tárkeret csuklópánttal van rögzítve, így a tár a cső alá hajtható, hasonlóan a francia MAT 49 géppisztolyhoz. A válltámasz felhajtható, így a fegyver mérete csökkenthető.

## Fordítás
- Ez a szócikk részben vagy egészben  a   FNAB-43 című angol Wikipédia-szócikk ezen változatának fordításán alapul.  Az eredeti cikk szerkesztőit annak laptörténete sorolja fel. Ez a jelzés csupán a megfogalmazás eredetét és a szerzői jogokat jelzi, nem szolgál a cikkben szereplő információk forrásmegjelöléseként.